# La Mata (Grado)
La Mata es una parroquia del concejo de Grado, en el Principado de Asturias (España). Alberga una población de 537 habitantes (INE 2009) en 274 viviendas. Ocupa una extensión de 12,49 km².
Está situada en la zona septentrional del concejo. Limita al norte con las parroquias de Castañedo, Grado y Peñaflor; al este con las de Peñaflor y Gurullés; al sur, con las de Rañeces y Pereda; y al oeste con las de El Fresno y Villapañada.
Se celebra con oficio religioso y romería la festividad de San Juan.

## Poblaciones
Según el nomenclátor de 2009 la parroquia está formada por las poblaciones de:
- Alcubiella (casería): 35 habitantes.
- Campo del Valle (Campulvalle en asturiano) (casería): 24 habitantes.
- El carbayín (El Carbaín) (casería): 8 habitantes.
- La Casona (casería): 1 habitantes.
- La Cay (La Cai) (casería): 39 habitantes.
- Las Corradas (casería): 9 habitantes.
- Cueto (Cuetu) (casería): 16 habitantes.
- Entre la Fuente (Entelafonte) (casería): 10 habitantes.
- Entre la Iglesia (Entelaiglesia) (casería): 11 habitantes, donde se ubica el templo parroquial.
- Entre los Ríos (Entelosríos) (casería): 95 habitantes.
- La Espina (casería): 9 habitantes.
- La Espriella (L'Aspriella) (casería): deshabitado.
- Las Ferreras (casería): 4 habitantes.
- Llantrales (lugar): 61 habitantes.
- El Merín de Abajo (El Mirín d'Abaxu) (casería): deshabitado.
- El Merín de Arriba (El Mirín d'Arriba) (casería): 3 habitantes.
- Picalgallo (Picalgallu) (casería): 7 habitantes.
- Pozanco (El Pozancu) (casería): deshabitado.
- Prioto (Prioutu) (casería): 17 habitantes.
- El Rebollal (casería): 6 habitantes.
- El Reguero (El Regueiru) (aldea): 15 habitantes.
- El Rellán (casería): 12 habitantes.
- Riviellas (Ribiellas) (lugar): 32 habitantes.
- Rodaco (El Rodacu) (lugar): 34 habitantes.
- Santo Dolfo (Santu Dolfu) (aldea): 46 habitantes.
- Sobrevega (Sobroveiga) (casería): 13 habitantes.
- El Xaviel (El Xabiel) (casería): 3 habitantes.
- El Xorro (El Xorru) (casería): 14 habitantes.
- La Zurraquera (casería): 13 habitantes.